# Deutsche Ausrüstungswerke
Die Deutschen Ausrüstungswerke GmbH (DAW) waren ein Rüstungsunternehmen im nationalsozialistischen Deutschen Reich, das von der SS mit Sitz in Berlin betrieben wurde.

## Geschichte
Das Wirtschaftsunternehmen wurde im Mai 1939 gegründet und beschäftigte bis 1943 etwa 15.500 KZ-Häftlinge, von denen viele durch die Schwerstarbeit das Leben verloren. Als erstes Projekt wurde ab Juli 1939 eine SS-Brotfabrik für das KZ Sachsenhausen geplant. Diese wurde erst Ende März 1941 fertiggestellt und bereits Mitte September 1941 an den SS-Firmenkomplex Deutsche Lebensmittel GmbH abgegeben.
Die Deutschen Ausrüstungswerke betrieben mehrere Unternehmen in den Konzentrationslagern Dachau, Sachsenhausen, Buchenwald und Auschwitz, in denen Häftlinge zur Zwangsarbeit eingesetzt wurden. Später wurden nahe den Konzentrationslagern Lublin, Lemberg, Pulawy, Stutthof, Fürstenwalde, Neuengamme und Ravensbrück sowie dem Zwangsarbeitslager Lemberg-Janowska weitere Werke gegründet. Im KZ Sachsenhausen betrieben die DAW die Deutschen Bekleidungswerke, im KZ Ravensbrück eine Rohrmattenflechterei.
1940 wurde diese an die Gesellschaft für Textil- und Lederverwertung mbH (Texled) verkauft. Im KZ Majdanek wurden unter anderem Fensterrahmen, Munitionskisten, Dachpappe und Schuhe hergestellt. Majdanek erzielte 1942 den höchsten Umsatz aller DAW-Betriebe.
Ende 1943 übernahmen die DAW polnische Häftlinge im Generalgouvernement sowie die übrigen Betriebe der Ostindustrie GmbH in Radom und Bliżyn.

## Film
- Blutiger Boden, reiche Gewinne. Die Wirtschaftsmacht der SS, Dokumentarfilm, 52 min, ORF/3sat/Hengster Filmproduktion 2023, Buch und Regie: Andreas Kurz.